# 사직골 구서방
사직골 구서방은 한국에서 제작된 장일호 감독의 1968년 영화이다. 구봉서 등이 주연으로 출연하였고 황의식 등이 제작에 참여하였다.

## 출연

### 주연
- 구봉서
- 남정임
- 도금봉
- 주선태

## 제작진
- 원작자: 이남섭
- 조명: 정경희
- 미술: 조경환